# Abies numidica
Abies numidica, el abeto de Argelia, es una especie de conífera perteneciente a la familia Pinaceae, que son endémicas de Argelia,  de Jebel Babor, las segundas más altas montañas del Atlas argelino.

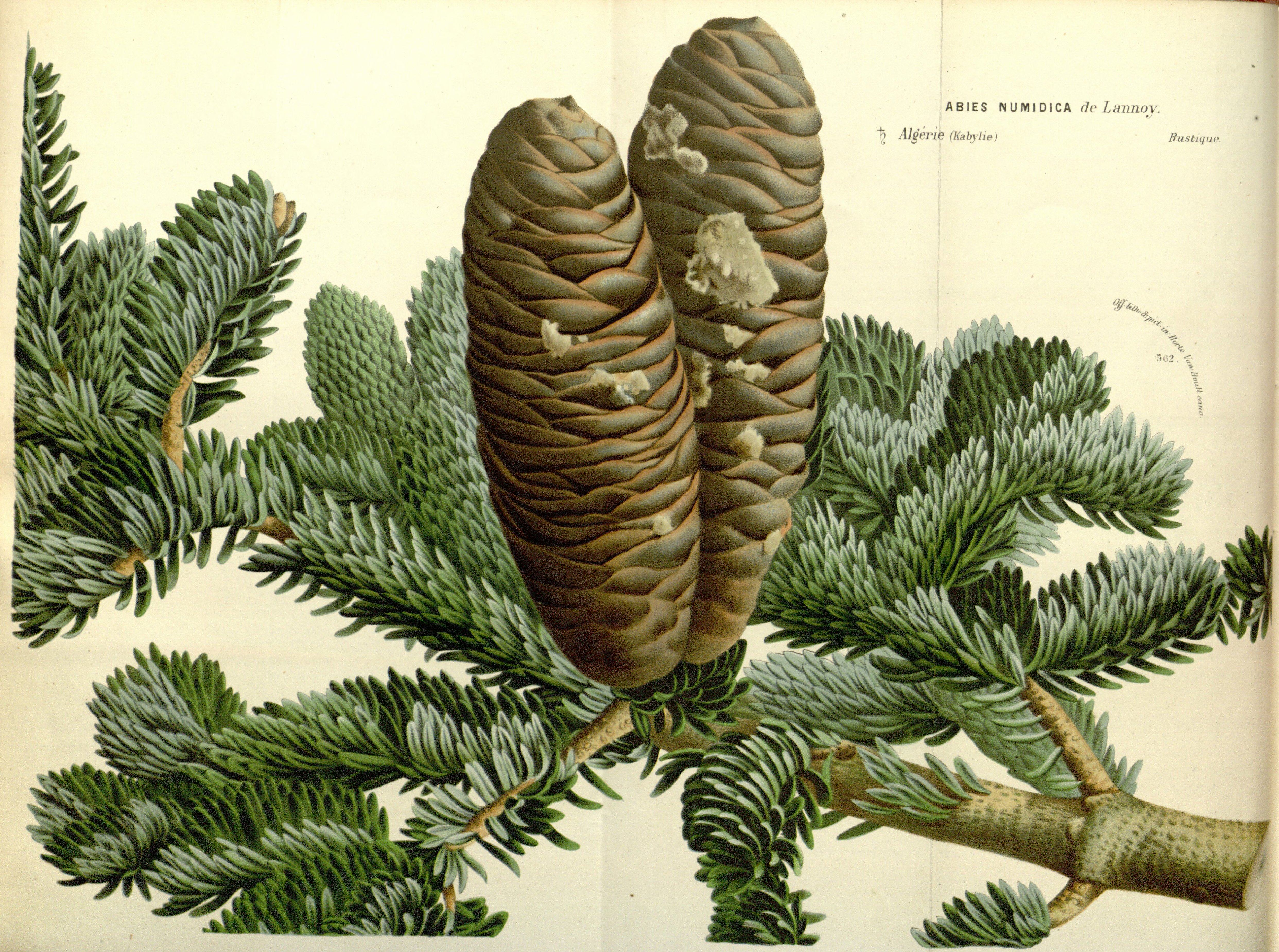
Ilustración

## Descripción
Es un árbol perenne de tamaño medio que alcanza los 20–35 m de altura, con un tronco de 1 metro de diámetro. Las hojas de aguja de 1.5–2.5 cm de longitud y 2–3 mm de ancho, son de color verde oscuro. Las piñas son verdes con un tono rosa o violeta que al madurar se vuelve marrón, son de 10–20 cm de longitud y 4 cm de ancho con 150-200 frutos, cada uno con una pequeña bráctea (que no son visibles cuando la piña está cerrada) y dos semillas voladoras. Se desintegran cuando maduran para lanzar las semillas.
Crece a grandes alturas en clima Mediterráneo a 1,800–2,004 m (raramente por debajo de los 1,220 m) con una precipitación anual de 1,500–2,000 mm, la gran parte de ellas caen en forma de nieve en invierno. Los veranos son calurosos y secos. Esta estrechamente relacionado con Abies pinsapo (el abeto Español), que llega al lejano oeste en las montañas del Rif en Marruecos y sur de España.

## Taxonomía
Abies numidica fue descrita por de Lannoy ex Carrière y publicado en Revue Horticole 37: 106. 1866.
Etimología
Abies: nombre genérico que viene del nombre latino de Abies alba.
numidica: epíteto geográfico que alude a su localización en Numidia.
Sinonimia
- Abies baborensis Coss.
- Abies pinsapo var. baborensis Coss.
- Abies pinsapo var. numidica (de Lannoy ex Carrière) Salomon
- Abies pinsapo subsp. numidica (de Lannoy ex Carrière) A.E.Murray
- Picea numidica (de Lannoy ex Carrière) R.Sm. ex Gordon
- Pinus baborensis (Coss.) W.R.McNab[7][8]